# Maisons-Alfort – Stade
Maisons-Alfort – Stade – stacja linii nr 8 metra w Paryżu. Stacja znajduje się w gminie Maisons-Alfort. Została otwarta 19 września 1970 roku.